# Повесть о грешной матери
Повесть о грешной матери — памятник древнерусской литературы, перевод византийского душеполезного рассказа, приписываемого Павлу, епископу Монемвасийскому (вторая половина X века). Повесть рассказывает о том, что по молитве и милостыни души грешников могут быть спасены от адских мук.

## Текстология
В списках имеет различные названия: «Повесть зело полезна, како сын матерь свою избави от муки», «О иноке, избавльшем матерь свою от вечного мучения блудно живущую, а свою руку опалившем в смраде, в ней же горе она», «Повесть о некоем странном человеце, иже матерь свою молитвою избави от муки милостыни ради», «Повесть полезна о некоем, иже левою рукою ядяше», «Повесть (душе)полезна иже во святых отца нашего Феодорита, патриарха Антиохиискаго».
Наиболее ранний церковнославянский список Повести входит в состав Стишного Пролога московской редакции, написанного около 1429 года писцом Евстафием Шепелем. В конце XVI — начале XVII веков Повесть вошла в состав Синодика и начала иллюстрироваться. Так, в одном из списков Повести, хранящемся в РНБ, число миниатюр к ней достигает 20.
Среди персонажей Повести по имени упоминается антиохийский патриарх Феодорит (ок. 777 — ок. 794), из-за чего было сделано предположение, что Повесть возникла в антиохийской среде и попала на Русь с одним из посольств, приезжавших за милостыней.

## Сюжет
Повесть рассказывает о некоем человеке, который, будучи приглашён на обед к патриарху, начал есть левой рукой, а правая его рука была обёрнута в ткань. На вопрос присутствующих, почему он не ест правой рукой, он поведал присутствующим свою историю. Этот благочестивый христианин после смерти своей блудной матери раздал нищим и церквам все её богатство. Его терзал вопрос — избавилась ли этим его мать от вечных адских мук? Желая узнать это, он пришёл к старцу-отшельнику, славившемуся своей прозорливостью. По его совету он простоял семь дней в круге, очерченном старцем своим посохом, и увидел слева от себя смрадное болото, где среди других грешников находилась его мать. Она, поднимая голову из болота, просит его помощи. Он хватает её своей правой рукой за волосы, вытаскивает из болота и переносит вправо от себя в купель с кристально чистой водой. Правая рука благочестивого мужа, запачканная в смраде болота, сама начала смердеть; тогда старец дал ему кусок своей мантии, которой он обмотал руку, после чего смрад сменился благоуханием.

## Издания
- Памятники литературы. — 1860. — Вып. 1. — С. 99—100.